# U-198
| U-198 | U-198 | U-198 |
| --- | --- | --- |
| U 198 | | |
| | | |
| Трофейні німецькі підводні човни U-861 (на передньому плані), однотипний з U-198, та U-953 типу VII. Тронгейм. 19 травня 1945 | | |
| Верф | Deutsche Schiff- und Maschinenbau, AG Weser, Бремен | Deutsche Schiff- und Maschinenbau, AG Weser, Бремен |
| Під прапором | Третій Рейх | Третій Рейх |
| Належність | Крігсмаріне | Крігсмаріне |
| Порт приписки | Штеттін Бордо | Штеттін Бордо |
| Замовлення | 4 листопада 1940 | 4 листопада 1940 |
| Закладений | 1 серпня 1941 | 1 серпня 1941 |
| Спуск на воду | 15 червня 1942 | 15 червня 1942 |
| Введений до складу флоту | 3 листопада 1942 | 3 листопада 1942 |
| На службі | 1942—1944 | 1942—1944 |
| Загибель | 12 серпня 1944 року затоплений поблизу Сейшельських островів британським фрегатом «Файндгорн» та індійським шлюпом «Годаварі»                                           | 12 серпня 1944 року затоплений поблизу Сейшельських островів британським фрегатом «Файндгорн» та індійським шлюпом «Годаварі»                                           |
| Бойовий досвід | Друга світова війна Битва за Атлантику | Друга світова війна Битва за Атлантику |
| Проєкт | | |
| Тип ПЧ | великий океанський торпедний ДПЧ | великий океанський торпедний ДПЧ |
| Основні характеристики | | |
| Швидкість (надводна) | 18,2 вузла (33,7 км/год) | 18,2 вузла (33,7 км/год) |
| Швидкість (підводна) | 7,3 (13,5 км/год) | 7,3 (13,5 км/год) |
| Робоча глибина занурення | 100 м | 100 м |
| Гранична глибина занурення | 230 м | 230 м |
| Дальність плавання | 63 милі (117 км) на швидкості 4 вузли (7,4 км/год) (у підводному положенні) 13 450 морських миль (24 910 км на швидкості 10 вузлів (19 км/год) (у надводному положенні) | 63 милі (117 км) на швидкості 4 вузли (7,4 км/год) (у підводному положенні) 13 450 морських миль (24 910 км на швидкості 10 вузлів (19 км/год) (у надводному положенні) |
| Екіпаж | 48 офіцерів та матросів | 48 офіцерів та матросів |
| Розміри | | |
| Довжина найбільша (по КВЛ) | 87,60 м | 87,60 м |
| Ширина корпусу найб. | 7,50 м | 7,50 м |
| Висота | 10,2 м | 10,2 м |
| Середня осадка (по КВЛ) | 5,40 м | 5,40 м |
| Водотоннажність надводна | 1610 т | 1610 т |
| Водотоннажність підводна | 1799 т | 1799 т |
| Силова установка | | |
| Дизель-електрична: 2 дизельні двигуни MAN M 9 V 40/46 2 електродвигуни Siemens-Schuckert 2 GU 345/34                          | | |
| Гвинти | 2 | 2 |
| Потужність | 2 × 2 200 к.с. (дизелі) 2 × 740 к.с. (електродвигуни) | 2 × 2 200 к.с. (дизелі) 2 × 740 к.с. (електродвигуни) |
| Озброєння | | |
| Артилерія | 2 × 105-мм палубні гармати SK C/32 | 2 × 105-мм палубні гармати SK C/32 |
| Торпедно- мінне озброєння | 4 носових і 2 кормових ТА; 24 торпеди або 48 мін TMA чи TMB | 4 носових і 2 кормових ТА; 24 торпеди або 48 мін TMA чи TMB |
| ППО | 1 × 37-мм зенітна гармата SKC/30 2 (1 × 2) × 20-мм зенітні гармати FlaK 30                                                                                              | 1 × 37-мм зенітна гармата SKC/30 2 (1 × 2) × 20-мм зенітні гармати FlaK 30                                                                                              |

U-198 — німецький великий океанський підводний човен типу IXD2, що входив до складу Військово-морських сил Третього Рейху за часів Другої світової війни. Закладений 1 серпня 1941 року на верфі Deutsche Schiff- und Maschinenbau, AG Weser у Бремені під будівельним номером 1044. Спущений на воду 15 червня 1942 року, а 3 листопада 1942 року корабель увійшов до складу ВМС нацистської Німеччини.

## Історія служби
U-198 належав до серії німецьких підводних човнів типу IXD2, великих океанських човнів, призначених діяти на морських комунікаціях противника на далеких відстанях у відкритому океані. Човнів цього типу випущено 28 одиниць і вони спеціально будувалися для дій у Південній Атлантиці та Індійському океані, а ближче до закінчення Другої світової війни частина з них використовувалася як проривачі блокади для підтримання зв'язків з Японією. Вони мали найбільшу в нацистському флоті дальність плавання за рахунок іншої конструкції енергетичної установки: завдяки подовженню корпусу вдалося встановити не тільки два потужні дизелі MAN з наддувом, але і два додаткові дизелі, що використовувалися при крейсерському плаванні в надводному положенні, при цьому два дизелі з наддувом перемикалися на холостий хід для швидкого перезаряджання акумуляторів.
3 листопада 1942 року U-198 розпочав службу у складі 4-ї навчальної флотилії, а з 1 квітня 1943 року переведений до бойового складу 12-ї флотилії ПЧ Крігсмаріне. З березня 1943 року і до серпня 1944 року U-198 здійснив 2 бойових походи в Атлантичний та Індійський океани, в яких провів 315 днів. Човен потопив 11 торгових суден (59 690 GRT).
20 квітня 1944 року U-198 вирушив у свій другий та останній патруль, знову пройшовши навколо Південної Африки і вийшовши в Індійський океан. На маршруті руху німецький човен був атакований двома патрульними літаками «Вентура». Ефективний зенітний вогонь відігнав нападників; своєю чергою U-198 отримав лише незначні пошкодження і продовжив похід на південь до призначеного району патрулювання.
12 серпня 1944 року U-198 був виявлений поблизу Сейшельських островів британським фрегатом «Файндгорн» та індійським шлюпом типу «Блек Свон» «Годаварі», які скоординованою атакою глибинними бомбами затопили ворожий човен. Усі члени екіпажу загинули.

## Командири
- Фрегаттен-капітан/капітан-цур-зее Вернер Гартманн (3 листопада 1942 — 15 січня 1944)
- Оберлейтенант-цур-зее Буркгард Гойзінгер фон Вальдегг (21 січня — 12 серпня 1944)

## Перелік уражених U-198 суден у бойових походах
| №                                                           | Дата           | Командир ПЧ                           | Назва        | Тип                | Належність          | Водотоннажність (брт) | Вантаж                                   | Конвой        | Результат та координати                                               | Наслідки атаки для екіпажу     | Прим.                |
| ----------------------------------------------------------- | -------------- | ------------------------------------- | ------------ | ------------------ | ------------------- | --------------------- | ---------------------------------------- | ------------- | --------------------------------------------------------------------- | ------------------------------ | -------------------- |
| Перший похід (09.03—24.09.1943, 200 діб; Кіль—Бордо)        |                |                                       |              |                    |                     |                       |                                          |               |                                                                       |                                |                      |
| 1                                                           | 17 травня 1943 | FrgKpt. Вернер Гартманн               | Northmoor    | суховантажне судно | Велика Британія     | 4392                  | 6912 тонн вугілля                        | Конвой LMD 17 | потоплено 28°27′ пд. ш. 32°43′ сх. д. / 28.450° пд. ш. 32.717° сх. д. | 39 (12 загинули та 27 вижили)  |                      |
| 2                                                           | 29 травня 1943 | FrgKpt. Вернер Гартманн               | Hopetarn     | суховантажне судно | Велика Британія     | 5231                  | 9000 тонн генеральних вантажів           |               | потоплено 30°50′ пд. ш. 39°32′ сх. д. / 30.833° пд. ш. 39.533° сх. д. | 44 (7 загинули та 37 вижили)   |                      |
| 3                                                           | 5 червня 1943  | FrgKpt. Вернер Гартманн               | Dumra        | суховантажне судно | Велика Британія     | 2304                  | Вантажівки                               |               | потоплено 28°15′ пд. ш. 33°20′ сх. д. / 28.250° пд. ш. 33.333° сх. д. | 93 (26 загинули та 67 вижили)  |                      |
| 4                                                           | 6 червня 1943  | FrgKpt. Вернер Гартманн               | William King | суховантажне судно | США                 | 7176                  | 18 000 барелів мазуту в бочках           |               | потоплено 30°25′ пд. ш. 34°15′ сх. д. / 30.417° пд. ш. 34.250° сх. д. | 65 (6 загинули та 59 вижили)   | судно типу «Ліберті» |
| 5                                                           | 6 липня 1943   | FrgKpt. Вернер Гартманн               | Hydraios     | суховантажне судно | Грецьке королівство | 4476                  | 1550 тонн кам'яного та сольового баласту |               | потоплено 24°44′ пд. ш. 35°12′ сх. д. / 24.733° пд. ш. 35.200° сх. д. | 40 (усі вижили)                |                      |
| 6                                                           | 7 липня 1943   | FrgKpt. Вернер Гартманн               | Leana        | суховантажне судно | Велика Британія     | 4742                  | баласт                                   |               | потоплено 25°06′ пд. ш. 35°33′ сх. д. / 25.100° пд. ш. 35.550° сх. д. | 66 (2 загинули та 64 вижили)   |                      |
| 7                                                           | 1 серпня 1943  | FrgKpt. Вернер Гартманн               | Mangkalihat  | суховантажне судно | Нідерланди          | 8457                  | Мідь, сизаль і тютюн                     | Конвой BC 2   | потоплено 25°06′ пд. ш. 34°14′ сх. д. / 25.100° пд. ш. 34.233° сх. д. | 102 (18 загинули та 84 вижили) |                      |
| Другий похід (20.04—12.08.1944, 115 діб; Ла-Паліс—загибель) |                |                                       |              |                    |                     |                       |                                          |               |                                                                       |                                |                      |
| 8                                                           | 16 червня 1944 | Oblt. Буркгард Гойзінгер фон Вальдегг | Columbine    | суховантажне судно | Південна Африка     | 3268                  | Лісоматеріали                            |               | потоплено 32°44′ пд. ш. 17°22′ сх. д. / 32.733° пд. ш. 17.367° сх. д. | 52 (23 загинули та 29 вижили)  |                      |
| 9                                                           | 15 липня 1944  | Oblt. Буркгард Гойзінгер фон Вальдегг | Director     | суховантажне судно | Велика Британія     | 5107                  | 500 тонн генеральних вантажів            |               | потоплено 24°30′ пд. ш. 35°44′ сх. д. / 24.500° пд. ш. 35.733° сх. д. | 57 (1 загиблий та 56 вцілілих) |                      |
| 10                                                          | 6 серпня 1944  | Oblt. Буркгард Гойзінгер фон Вальдегг | Empire City  | суховантажне судно | Велика Британія     | 7295                  | 8403 тонни вугілля                       | Конвой DKA 21 | потоплено 11°33′ пд. ш. 41°25′ сх. д. / 11.550° пд. ш. 41.417° сх. д. | 50 (2 загинули та 48 вижили)   |                      |
| 11                                                          | 7 серпня 1944  | Oblt. Буркгард Гойзінгер фон Вальдегг | Empire Day   | суховантажне судно | Велика Британія     | 7242                  | 8226 тонн вугілля                        |               | потоплено 07°06′ пд. ш. 42°00′ сх. д. / 7.100° пд. ш. 42.000° сх. д.  | 43 (усі вижили)                |                      |